# Irma Lair
Irma Lair je fiktivni lik čije je prvo pojavljivanje u talijanskom stripu W.I.T.C.H. 1. travnja 2001. godine. Ona je Čuvarica, dio W.I.T.C.H.-a, grupe tinejdžerica koje čuvaju Kandrakar, centar svemira. Irma je "I" u W.I.T.C.H.-u, nazivu grupe sastavljenim od inicijala djevojaka. U engleskoj verziji animirane serije glas joj posuđuje Candi Milo.
Irma je najvelikodušnija od svih Witchica te je vrlo spontana. Mrzi sve sportove, ali zato obožava provoditi sate i sate ljenčareći. Živi u kući sa 7-godišnjim napornim i dosadnim bratom Christopherom, ocem Tomom (po zanimanju policajcem), pomajkom Annom (kućanicom) te kornjačom po imenu Listić.

## Profil
Irma ima 13 godina. Rođena je 13. ožujka te je po horoskopu riba. Ima svijetlo smeđu, poludugu, valovitu kosu i zeleno-plave oči. Živi u Heatherfieldu te kao i ostale djevojke pohađa gimnaziju Sheffield. Ide u 2. B razred, zajedno s Taranee i Hay Lin. Njen najdraži školski predmet je geografija. 
Irma je duhovita, vesela, optimistična i vedra osoba s odličnim smislom za humor. Glavna je zabavljačica grupe. Mekog je srca i brine za svoje najmilije. Voljela bi biti svojevrsna vođa i često smišlja šale na račun gotovo svake osobe s kojom se susretne. Voli biti u središtu pozornosti i, ovisno o osobi, može zadržati pozornost na duže vrijeme. 
Irma se voli dugo kupati, kupovati, slušati glazbu i smišljati nadimke. Njen idol je Karmilla, rock pjevačica, ali je i jako veliki fan nogometaša Davida Addamsa. Irma je lako zaljubljiva te imala je nekoliko simpatija, a to je uglavnom bio Andrew Hornby, dečko iz škole. Dobra je prijateljica s Martinom Tubbsom, koji je zaljubljen u nju do ušiju te joj često tepa nazivajući je pčelicom, kolačićem, keksićem ili slično. Sa svim članicama grupe se odlično slaže osim s Corneliom, koja je prefina za njezin smisao za humor i kasnije pridošlu Orube, kojoj često podbada. 

## Moći
Ima moć nad vodom. Često koristi svoje moći za osobnu korist. Ima dobru intuiciju, može biti i nevidljiva, a može i kontrolirati tuđe odluke, što najčešće koristi za namještanje usmenih ispitivanja. Kao vladarici vode, prilikom kupanja joj se nikada ne smežuraju sagodice prstiju. Kada je transformirana ima krila, no kao i druge Čuvarice (osim Hay Lin) ne može letjeti.